# Chela, Angola
Chela är en ort i Angola.   Den ligger i kommunen Município Londuimbali och provinsen Huambo, i den centrala delen av landet, 500 kilometer sydost om huvudstaden Luanda. Chela ligger 1 716 meter över havet och antalet invånare är 5 811.
Terrängen runt Chela är kuperad, och sluttar norrut. Runt Chela är det ganska tätbefolkat, med 67 invånare per kvadratkilometer.. Det finns inga andra samhällen i närheten.
I omgivningarna runt Chela växer huvudsakligen savannskog.